# ジョサイア・クィンシー (6世)
ジョサイア・クィンシー（Josiah Quincy, 1859年10月15日 - 1919年9月8日）は、アメリカ合衆国の政治家。1893年3月から9月まで第19代アメリカ合衆国国務次官補を、1895年から1899年まで第35代ボストン市長を務めた。

## 生涯
1859年10月15日、クィンシーはマサチューセッツ州クィンシーにおいて、弁護士ジョサイア・クィンシーとヘレン・ファニー・ハンティントン (Helen Fanny Huntington) の長男として誕生した。
クィンシーは1887年から1888年まで、および1890年から1891年までマサチューセッツ州下院議員を務めた。クィンシーは1891年から1892年まで、および1906年に民主党マサチューセッツ州代表を務めた。クィンシーは1895年から1899年までボストン市長を務めた。クィンシーは1901年にマサチューセッツ州知事の候補者となった。クィンシーは1917年にマサチューセッツ州憲法制定会議の代表を務めた。クィンシーは1917年にマサチューセッツ州検事総長の候補者となった。
クィンシーは1900年2月17日にエレン・フランシス・クレブス (Ellen Frances Krebs) と結婚した。2人の間には1903年にエドモンド・クィンシー (Edmond Quincy) が生まれたが、まもなくエレンに先立たれた。クィンシーは1905年にメアリー・ハニー (Mary Honey) と再婚した。クィンシーは1919年9月8日にマサチューセッツ州ボストンで死去した。
| 公職                        | 公職                                                   | 公職                    |
| --------------------------- | ------------------------------------------------------ | ----------------------- |
| 先代 ウィリアム・ウォートン | アメリカ合衆国国務次官補 1893年3月20日 - 1893年9月22日 | 次代 エドウィン・ウール |
| 先代 エドウィン・カーティス | ボストン市長 1895年 - 1899年                           | 次代 トマス・ハート     |